# Liri Ballabani stadion
Liri Ballabani stadion (på albanska Stadiumi Liri Ballabani) är en arena i Burreli i Albanien. Den är hemmaplan för KS Burreli med plats för 2 500 åskådare.

### Fotnoter
1. ↑  ”Liri Ballabani Stadium”. CitySeeker. Arkiverad från originalet den 23 juli 2017. https://web.archive.org/web/20170723221834/https://cityseeker.com/burrel/917934-liri-ballabani-stadium. Läst 23 juli 2017.